# Franz van Oudendorp

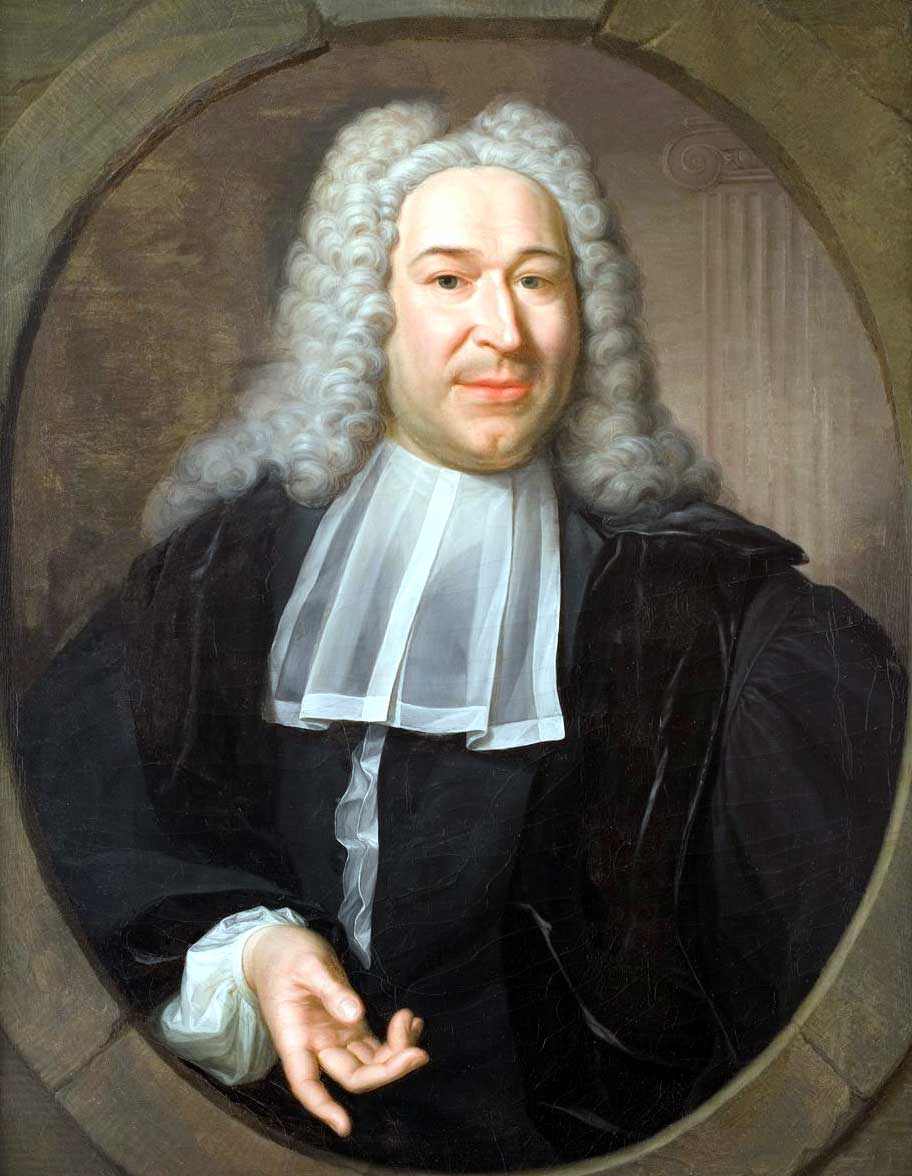
Franz van Oudendorp

Franz van Oudendorp auch: Frans, Franciscus van Oudendorp (* 31. Juli 1696 in Leiden; † 14. Februar 1761 ebenda) war ein niederländischer klassischer Philologe.

## Leben
Oudendorp wurde am 7. März 1708 an der Universität Leiden immatrikuliert, wo er bei Jakob Gronovius, Jacobus Perizonius und Pieter Burman der Ältere philosophische Wissenschaften studierte. Danach arbeitete er als Lehrer der Stadtschule in Leiden. 1724 wurde er Rektor der Lateinschule in Nijmegen und eröffnete dieses Lehramt mit einer lateinischen Rede vom Nutzen und der Notwendigkeit öffentlicher Schulen. Ab 1726 fungierte er als Rektor der Lateinschule in Haarlem. In glücklicher Ehe lebte er mit einer gleichgestimmten Gattin, Sara Torren. Durch ihre Vermittlung schloss er Freundschaft mit dem bekannten Rechtsgelehrten und Dichter Peter d’Orville. Am 12. September 1740 wurde er zum Professor der Geschichte und Rhetorik an der Leidener Hochschule berufen, welche Aufgabe er am 25. Oktober desselben Jahres mit der Einführungsrede De literariis Caji Julii Caesaris studiis übernahm. Er beteiligte sich auch an den organisatorischen Aufgaben der Leidener Hochschule und war 1751/52 Rektor der Alma Mater. Um diese Zeit ernannte ihn die Gesellschaft der Wissenschaften zu Haarlem zu ihrem Mitglied.
Oudendorp erwarb sich zu seiner Zeit durch die Veröffentlichung von Schriften einer großen Zahl von lateinischen Schriftstellern großen Ruhm. Mit sorgfältiger Vergleichung seltener Handschriften, die ihm, außer den Büchersammlungen seiner Vaterstadt, besonders die Bibliotheken in Wien und Florenz darboten, veranstaltete er reichhaltige, mit kritischen Anmerkungen versehene Ausgaben von Lucan (Leiden 1728), Sextus Iulius Frontinus (Leiden 1731), Julius Caesar (Leiden 1737), Sueton (Leiden 1751) und Apuleius (postum Leiden 1786). Zudem ist er als lateinischer Dichter in Erscheinung getreten.
Sein Sohn Cornelius vermachte seinen schriftlichen Nachlass und seine Büchersammlung der Universitätsbibliothek Leiden.

## Werke
- Orat. de usu et necessitate publicarum scholarum. Nijmegen 1724
- Orat. inaug. de ingenuae educationis et ad eam scholarum necessitale. Haarlem 1726
- Julius Obsequens de prodigiis cum annotationibus Io. Schefferi cum suis et supplementis Conr. Lycosthenis. Leiden 1720
- M. Annaei Lucani cordubensis Pharsalia. Leiden 1728 (Online) ed. altera multo auctior et emendatior. Leiden 1779
- Sextus Julius Frontonis, Libri Quatuor Strategemation. Leiden, 1731, (Online), 1779 (Online)
- Carmen elegiacum de veris adventu. (Lateinisch-Niederländisch) Haarlem 1734 (Online)
- C. Jul. Caesaris de bellis gallico et civilii Pompeiani (...). Leiden 1737
- Oratio inauguralis de litteratis C. Julii Cæsaris studiis de litteratis C. Julii Cæsaris studiis. Leiden 1740 (Online)
- Oratio de Veterum Incriptionum et monumentorum usu legatoque Papenbroekiano. Leiden 1745 (Online)
- Brevis veterum monumentorum ab Amplissimo viro Gerardo Papenbroekiano Academiae Lugduni Batavae legatorum descriptio in duas partes divisa, quarum prima Graecos Latinosque titulos et anaglypha continet, secunda statuas, imagines etc. conplectitur. Leiden 1746 (Online)
- Cajus Suetonius Tranquillus. Leiden 1751 (Online)
- Laudatio funebris, sanctissimae memoriae Guilielmi Caroli Henrici Frisonis, Arausii et Nassoviae principis .... Leiden 1752
- Thomas Magister Johannis Stephani Bernardi. Leiden 1757
- Laudatio funebris Annae. Leiden 1759
- Apulejus. Leiden 1786 (herausgegeben durch seinen Sohn Cornelius)